# Тім Спарв
Тім Спарв (фін. Tim Sparv, нар. 20 лютого 1987, Оравайс) — фінський футболіст, півзахисник національної збірної Фінляндії. Футболіст року у Фінляндії (2015).

## Клубна кар'єра
Народився 20 лютого 1987 року в місті Оравайс. Розпочинав займатись футболом у невеликій команді «Норрвалла», з якої у 2003 році потрапив до академії англійського «Саутгемптона». Там він виступав у одній команді з такими майбутніми зірками як Тео Волкотт, Адам Лаллана, Гарет Бейл та Натан Даєр, дійшовши до фіналу молодіжного чемпіонату Англії 2005 року, де їх команда поступилась «Іпсвіч Тауну». Перед сезоном 2006/07 Спарв був заявлений за основну команду для участі в Прем'єр-лізі, але за «святих» фінський півзахисник так і не дебютував, виступаючи виключно за резервну команду.
7 січня 2007 року він перейшов у «Гальмстад» за порадою тодішнього гравця «святих» Міхаеля Свенссона, який сам раніше грав за цей шведський клуб. У першому сезоні фін не був основним гравцем клубу, через що 2008 року був відданий в оренду на батьківщину у «ВПС», повернувшись з якої став стабільно залучатись до матчів основи.
14 серпня нідерландський «Гронінген» оголосив, що Спарв приєднається до них з 1 січня 2010 року. 7 березня 2010 року в поєдинку проти «ВВВ-Венло» (1:0), Тім дебютував у Ередивізі. 14 серпня того ж року в матчі проти АЗ (1:1) Спарв забив свій перший гол за клуб. Загалом у цій корманді фін провів 3,5 роки, зігравши понад 100 ігор в усіх турнірах.

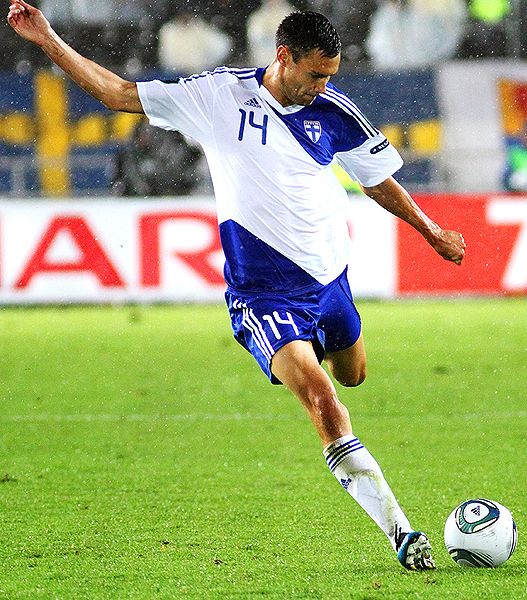
Тім Спарв у складі збірної Фінляндії. 2011 рік.

У травні 2013 року Спарв підписав трирічний контракт з німецьким «Гройтером». 21 липня в матчі проти «Армінії» (2:0) з Білефельда він дебютував у Другій Бундеслізі. 30 вересня в поєдинку проти дрезденського «Динамо» Спарв забив свій перший гол за «Гройтер».
Провівши у команді лише один сезон, 3 липня 2014 року Спарв підписав чотирирічний контракт із данською командою Суперліги «Мідтьюлланд». 20 липня в матчі проти «Брондбю» він дебютував у місцевій Суперлізі і в першому ж сезоні допоміг клубу виграти чемпіонат, повторивши це досягнення у 2018 і 2020 роках, а 2019 року виграв також і Кубок Данії. Загалом відіграв за команду з Гернінга шість сезонів своєї ігрової кар'єри.
26 серпня 2020 року Спарв підписав дворічний контракт з грецьким клубом «Лариса» і відіграв протягом сезону за лариський клуб 19 матчів в національному чемпіонаті. 14 травня 2021 року було офіційне повідомлення про розірвання контракту гравця за взаємною згодою.

## Виступи за збірні
З 2002 року виступав за юнацькі збірні Фінляндії усіх вікових категорій. Спарв був другим наймолодшим футболістом на домашньому юнацькому чемпіонаті світу 2003 року, але в жодному матчі участі так і не взяв.
Протягом 2006—2009 років залучався до складу молодіжної збірної Фінляндії. У її складі як капітан поїхав на молодіжний чемпіонат Європи 2009 року у Швеції, де в грі проти Англії (1:2) забив гол з пенальті, і загалом зіграв у всіх трьох іграх, але команда їх всі програла і не вийшла з групи. Всього на молодіжному рівні зіграв у 19 офіційних матчах, забив 6 голів.
4 лютого 2009 року дебютував в офіційних іграх у складі національної збірної Фінляндії в товариському матчі проти збірної Японії. 15 серпня 2012 року в товариському поєдинку проти збірної Північної Ірландії Спарв забив перший м'яч за національну команду.
1 червня 2021 року Спарв як капітан був включений до фінальної заявки збірної на дебютний для неї чемпіонат Європи 2020 року у різних країнах.

## Титули і досягнення
- Чемпіон Данії (2):

«Мідтьюлланд»: 2014/15, 2017/18, 2019/20
- Володар Кубка Данії (1):

«Мідтьюлланд»: 2018/19
- Чемпіон Фінляндії (1):

ГІК: 2021

### Індивідуальні
- Молодий футболіст року у Фінляндії: 2007[20]
- Футболіст року «Мідтьюлланда»: 2015[21]
- Футболіст року у Фінляндії: 2015[22]

## Особисте життя
Спарв — шведськомовний фін.
Спарв має стосунки з Їткою Новачковою, чеською моделлю та переможницею конкурсу «Міс Чехія 2011». Їх дочка Лія народилася в січні 2021 року.